# Cametours
 Cametours  es una población y comuna francesa, en la región de Baja Normandía, departamento de Mancha, en el distrito de Coutances y cantón de Cerisy-la-Salle.

## Demografía
| 505 | 464 | 387 | 366 | 330 | 377 |
| Para los censos de 1962 a 1999 la población legal corresponde a la población sin duplicidades (Fuente: INSEE [Consultar]) |     |     |     |     |     |